# Parelliptis
Parelliptis is een geslacht van vlinders van de familie Lecithoceridae.

## Soorten
- P. librata Meyrick, 1910
- P. scytalias Meyrick, 1910
- P. sporochlora (Meyrick, 1929)